# Kommunalwahlen in Hessen 1968

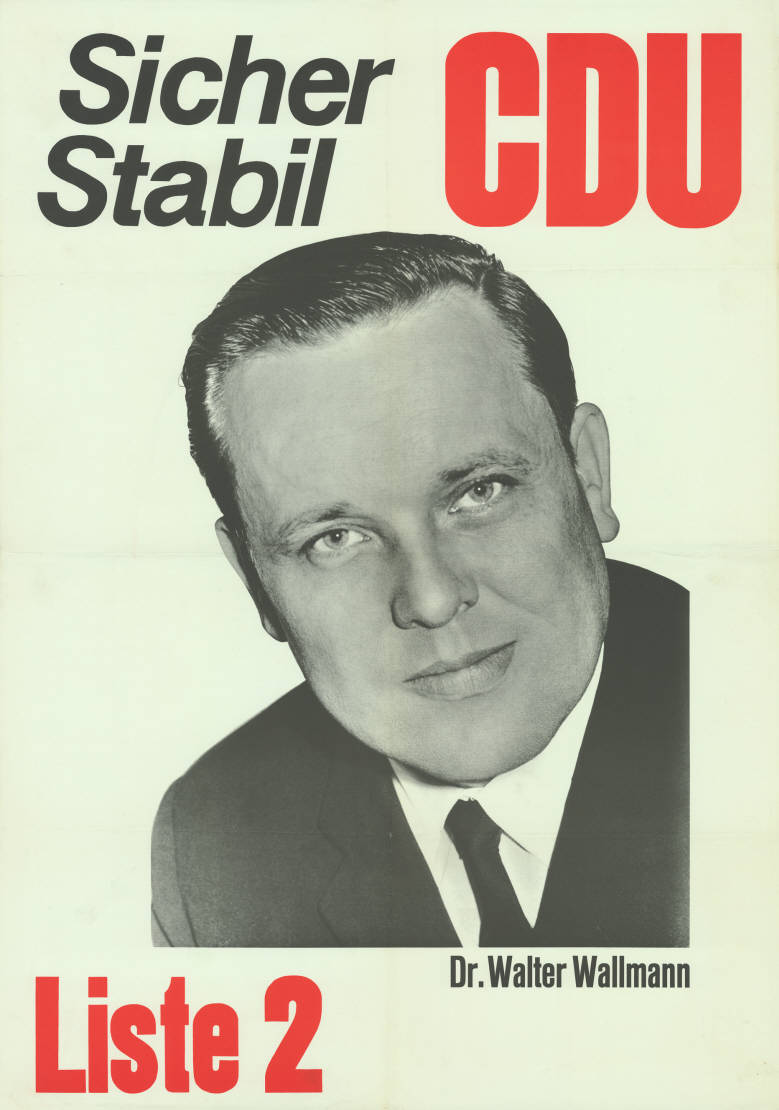
Der spätere Ministerpräsident Walter Wallmann auf einem Wahlplakat zur Kommunalwahl 1968 in Marburg an der Lahn

Die Kommunalwahlen in Hessen 1968 fanden am 20. Oktober, gleichzeitig mit den Kommunalwahlen im Saarland 1968 statt und führten zu einem bundesweit beachteten Einzug der NPD Hessen in viele Kommunalparlamente. Die SPD behauptete ihre Stellung als dominierende Partei in Hessen. Der GDP-BHE setzte ihren Weg in die Bedeutungslosigkeit fort.

## Ausgangssituation
Seit mehr als zwanzig Jahren war die SPD die bestimmende Kraft in Hessen gewesen, hatte alle Ministerpräsidenten gestellt und war auch in den Kommunen die weitaus stärkste Kraft. Im Bund regierte die Große Koalition. Bei der vorangegangenen Landtagswahl in Baden-Württemberg 1968 hatte die NPD ihre Siegesserie fortsetzen können, die sie bei der Landtagswahl in Hessen 1966 auch in den Hessischen Landtag geführt hatte.

## Wahlergebnisse

### Gemeindeebene
Die 3.514.348 Wahlberechtigten zeigten mit 76,8 % Wahlbeteiligung ein etwas niedrigeres Interesse an der Wahl als bei der letzten Kommunalwahl. 2.700.064 Wähler gingen zur Wahl. Abzüglich der 106.907 ungültigen Stimmen wurden 2.593.157 gültige Stimmen abgegeben.
| Partei  | Stimmen   | Ergebnis (%) | Veränderung |
| ------- | --------- | ------------ | ----------- |
| SPD     | 1.122.795 | 43,3         | - 0,5       |
| CDU     | 587.123   | 22,6         | + 1,5       |
| FDP     | 153.886   | 5,9          | + 0,3       |
| NPD     | 58.187    | 2,2          | + 2,2       |
| GDP-BHE | 39.304    | 1,5          | - 2,2       |
| DFU     | 3.596     | 0,1          | - 0,2       |
| FWG     | 628.266   | 24,2         | - 1,3       |

### Kreisebene
Auch bei der Wahl zu den Kreistagen zeigte sich das gleiche Bild, wobei die Rolle der Freien Wählergemeinschaften hier deutlich geringer war.
Von den 1.404.399 Wahlberechtigten gingen 81,3 % oder 1.953.780 Wähler zur Wahl. Abzüglich der 59.034 ungültigen Stimmen wurden 1.894.746 gültige Stimmen abgegeben.
| Partei  | Stimmen | Ergebnis (%) | Veränderung |
| ------- | ------- | ------------ | ----------- |
| SPD     | 953.919 | 50,3         | - 0,9 %     |
| CDU     | 555.753 | 29,3         | + 1,2 %     |
| FDP     | 188.372 | 9,9          | - 1,2 %     |
| NPD     | 98.102  | 5,2          | + 5,2 %     |
| GDP-BHE | 58.706  | 3,1          | - 3,5 %     |
| DFU     | 2.941   | 0,2          | - 0,3 %     |
| FWG     | 36.953  | 2,0          | -0,6 %      |

Für die Ergebnisse in ausgewählten hessischen Städten siehe:
- Darmstadt
- Frankfurt am Main
- Fulda
- Kassel
- Offenbach am Main
- Wiesbaden